# Реки Невады
В штате Невада нет очень крупных рек. Большие водные потоки — Гумбольдт, Траки, Карсон, Уолкер, Мадди, Верджин и Колорадо. Из них только Гумбольдт и Мадди начинаются и заканчиваются в Неваде; по реке Колорадо проходит граница с Аризоной. При этом на большой части Невады располагаются малые ручьи, которые постоянно пересыхают. В течение многих лет в таких ручьях может не быть потока, и даже в относительно дождливые годы продолжительность течения воды может измеряться часами.
К бассейну крупнейшей в штате реки Колорадо относятся Верджин, Мадди со своими притоками Медоу-Валли-Уош и Уайт-Ривер.
Салмон-Фолс-Крик, Овайхи и Бруно с притоком Джарбидж несут свои воды в реку Снейк, которая сама не находится в Неваде.
При этом значительная часть Невады относится к бессточной области Большой Бассейн. Здесь располагается река Гумбольдт (с притоками Литл-Гумбольдт, Рис и Мэрис), которая начинается на северо-востоке и заканчивается на северо-западе штата. На западе Невады река Траки выходит из озера Тахо и впадает в озеро Пирамид. На юго-западе штата начинается река Амаргоса. На севере штата течёт река Куинн со своим притоком Кингс. В западной части Невады располагаются река Карсон, образованная в результате слияния рек Ист-Форк и Уэст-Форк, а также река Уолкер, возникшая в результате слияния Восточной и Западной рек Уолкер.